# Psycho Pinball
Psycho Pinball is een flipperkastcomputerspel ontwikkeld en gepubliceerd door Codemasters. Initieel kwam het spel uit in 1993 voor Sega Mega Drive. In 1994 kwam een versie voor DOS.

## Tafels
Het spel bestaat uit vier tafels met elk een eigen thema:
- Wild West
- Trick or Treat (Halloween)
- The Abyss: gebaseerd op de Caraïbische Zeebodem
- Psycho, gebaseerd op een pretpark. In Psycho is het onder andere de bedoeling bepaalde jumpers te activeren waardoor extra doorgangen worden geactiveerd. Deze doorgangen leiden naar een van de drie andere tafels. In tegenstelling tot de andere tafels heeft Psycho geen multiball-optie.

## Minispellen versie voor Sega Mega Drive
In het spel voor Sega Mega Drive zijn onderstaande minigames beschikbaar waar het gordeldier Psycho de hoofdrol speelt:
- "Runaway Train" (in Wild West): Psycho bevindt zich op het einde van een gekaapte trein en moet de locomotief zien te bereiken.
- "Moonsquares" (in Psycho): Psycho moet van de linker- naar de rechterkant van het scherm waarbij hij over een platform moet bestaande uit 5 * 5 vakken. Een of meerdere vakken verdwijnen voor enkele seconden.
- "Whale's Belly" (in The Abyss): Psycho zit in de buik van een walvis dewelke voor een gedeelte gevuld is met water. In de buik zijn drie boeien en een aantal krabben. Het water in de buik stijgt regelmatig. De krabben kruipen ofwel op een boei of stijgen met een luchtbel uit het water. Psycho dient alle krabben te vangen zonder dat hijzelf in het water valt, voordat de buik volledig gevuld is en binnen een bepaalde tijdslimiet.
- De tafel Trick or Treat heeft geen minispel

## Minispellen versie voor DOS
In de versie voor DOS zijn er andere minispellen, dewelke opstarten in de interface van de tafel (op de locatie waar onder andere de puntentelling staat), waaronder
- "Dodge the Express" (in Wild West): Psycho bevindt zich op een spoorweg met drie sporen en moet aankomende treinen zien te ontwijken.
- "Big Deal" (in Wild West): Dit spel is gebaseerd op Hoger, lager waarbij Pscyho dient te gokken of de volgende kaart een hogere of lagere waarde heeft.
- "Blackjack" (in Wild West)
- "Strong Arm" (in Psycho): Een spel gebaseerd op armworstelen
- "Cup Confusion" (in Psycho): Een spel gebaseerd op balletje-balletje
- "Ghost Haunt" (in Trick or Treat): Er verschijnen spoken die de speler moet neerschieten
- "Blubber Belly" (in The Abyss): De speler draait aan een rad waarbij men onder andere extra ballen en punten kan winnen.